# Tsuki no Misaki
Tsuki no Misaki (月の岬 o 月の見崎? lett. «promontorio della Luna») è un antico nome usato per indicare una parte di un altopiano situato nel quartiere Mita di Minato, Tokyo, in Giappone. Una spiegazione del nome viene dal fatto che tale altopiano sia considerato un luogo particolarmente adatto per osservare la Luna sopra la baia di Edo.

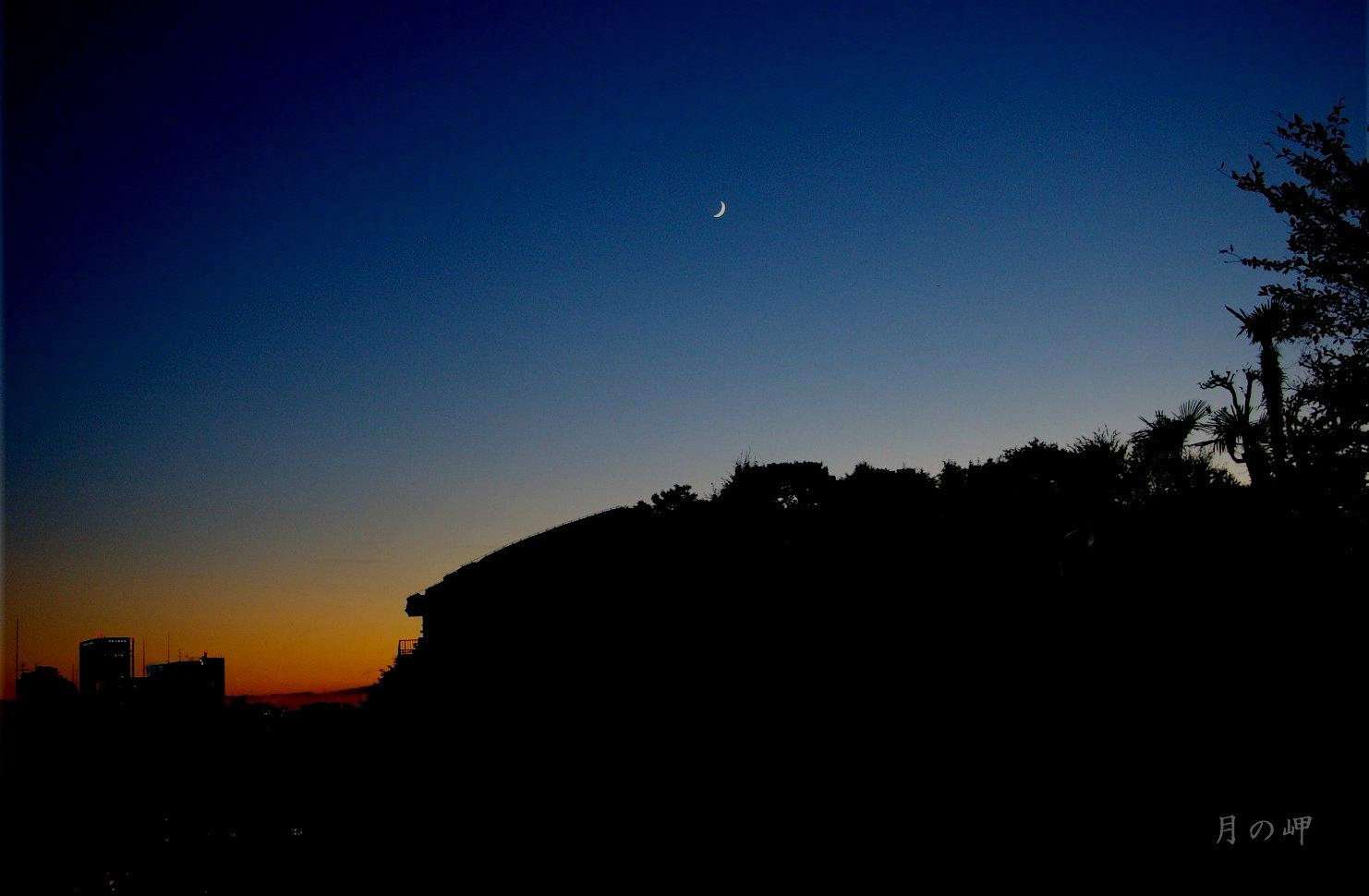
Una foto moderna del luogo.

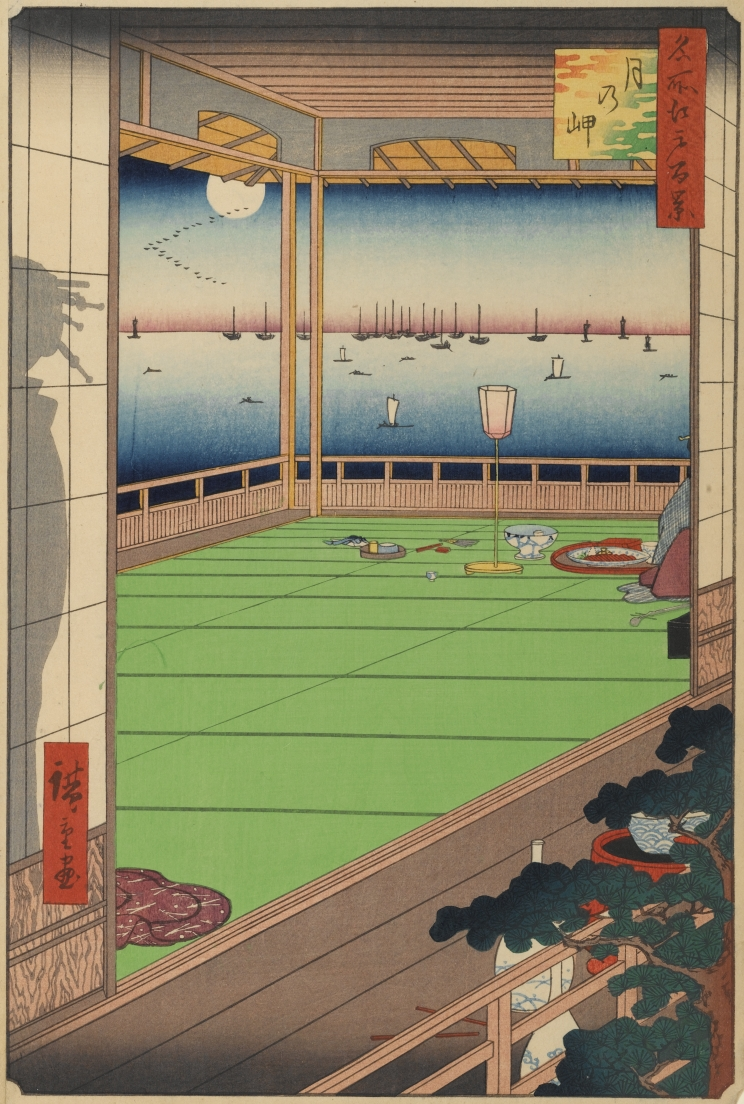
Tsuki no Misaki, stampa di Hiroshige dalle Cento vedute famose di Edo.

Durante il periodo Edo, il luogo era conosciuto come une dei sette colli (七崎?, Nanasaki) intorno alla città, gli altri sei erano Shiomizaki (潮見崎?), Sodegazaki (袖が崎?), Ōsaki (大崎?), Kōranzaki (荒蘭崎?), Chiyogasaki (千代が崎?) e Chōnangasaki (長南が崎?).
Il nome cadde in disuso verso la fine del periodo Meiji quando si riferiva alla perdita della vista di un panorama a causa di un nuovo edificio.
Akimoto Chūnagon (秋元中納言?) compose una poesia tanka sullo Tsuki no Misaki.

## Hiroshige
Il pittore Hiroshige disegnò due immagini della Luna vista sopra alla baia di Edo dall'interno di una casa da tè e di un bordello sullo Tsuki no Misaki. Sono stati espressi dei dubbi circa la vera locazione di queste stampe, infatti alcuni pensi che siano situate sullo Yatsuyama (八つ山?) a Shinagawa ma Yatsuyama è stato livellato ed il suo suolo utilizzato per costruire nivelé et son emplacement utilisé pour construire Odaiba alla fine del periodo Edo.